# Otra película de amor
Otra película de amor es una película dramática romántica chilena de 2012 dirigida por Wincy Oyarce, protagonizada por Benjamín Prati y Aquiles Poblete.La cinta narra la historia del despertar sexual de un adolescente gay en los años 90 en Chile.

## Sinopsis
Diego  (Benjamín Prati) es un chico chileno de veinte años que se dedica todos los días a fotografiar todo lo que ve. Después de muchos años se reencuentra con Sebastián (Aquiles Poblete), su amigo de la infancia, y pasan juntos un verano entero bebiendo alcohol, fumando marihuana y paseando bajo el sol abrasador de Santiago.
Ambos provienen de familias disfuncionales: la madre de Diego es alcohólica y Sebastián se siente abandonado por su padre y su madrastra. Sin embargo, la necesidad de descubrir el mundo que los rodea y explorar sus sentimientos internos los acerca, haciendo que su amistad sea muy, muy intenso. El deseo que los une es palpable y pronto caen barreras y miedos que los llevan a preguntarse qué es lo que realmente quieren.
La relación transcurre en plena década del noventa, una atmósfera recreada principalmente a través de la música, cuya banda sonora incluye el trabajo de Adrianigual, Niño Cohete, Congelador, Márgaro y Evelyn Fuentes.

## Estreno
Otra historia de amor se presentó por primera vez como un trabajo work in progress en el Inside Out Film and Video Festival el 25 de mayo de 2011, además de posteriores presentaciones en el Festival Internacional de Cine Gay y Lésbico de Filadelfia 2012 en la categoría "Best of US and World Cinema", el Torino Gay and Lesbian Film Festival 2012 en Turín y el LesGaiCineMad 2012 en Madrid.
En Chile se estrenó el 30 de mayo de 2012 en el Teatro Municipal de Valparaísoy posteriormente en el Cine Arte Alameda de Santiago el 27 de septiembre de 2012.Asimismo, fue parte del 19° Festival Internacional de Cine de Valdivia y el Festival Cine//B_3.

## Crítica
En su año de estreno, Otra película de amor fue descrita como "esencialmente un drama romántico donde, sin embargo, no falta el sello de autor del director con elementos bizarros a través de su galería de personajes secundarios, que explora el instante previo al sexo, la ansiedad, la tensión sexual”.Mientras el crítico estadounidense Raymond Murray planteó que "es una hermosa y esperanzadora historia de amor joven que te cautiva, emociona y desafía”.
En 2022, Joel Poblete Morales, a raíz del estreno de Tan inmunda y tan feliz, planteó retrospectivamente que Oyarce en Otra película de amor "apostó por la mirada under y desenfada que recuerda en algunos pasajes a la de autores como John Waters y Gregg Araki, así como la manera en que sus personajes asumen sus diferencias y la diversidad en contraste con la sociedad y el mundo que los rodea".

## Elenco
- Benjamín Prati como Diego
- Aquiles Poblete como Sebastián
- Beba Koenig-Robert como madre
- Matilde Plaza como Lola
- Eyal Meyer como Adonis
- Gabriela Salazar como Natalia
- Mara Solís de Obando como Gabriela
- Paula Bravo como Raquel